# Sabine Schädler
Sabine Schädler (* 22. Januar 1980 in Rheinfelden) ist eine Schweizer Musicaldarstellerin und Schauspielerin.

## Leben
Sabine Schädler wuchs in Rheinfelden auf und wurde 2001–2004 an der Universität für Musik und darstellende Kunst Wien zur Musicaldarstellerin ausgebildet. 2005 bis 2008 spielte sie die Titelrolle in Heidi – Das Musical an der Walensee-Bühne. Zu dieser Zeit absolvierte sie ein Schauspielstudium an der Hochschule für Musik und Theater Rostock. 2011 spielte sie bei der Uraufführung von Gotthelf – Das Musical an den Thunerseespielen die Hauptrolle der „Änneli“.
Ab 2012 arbeitete sie für die TheaterFalle in Basel als Schauspielerin. 2013 gründete sie mit Céline Oehen das Bewegungstheater-Duo Theater vor dem Mond.